# Blockhaus de la Rivière-Lacolle
Pour les articles homonymes, voir Lacolle (homonymie).
Le blockhaus de la Rivière-Lacolle est un fortin militaire situé à Saint-Paul-de-l'Île-aux-Noix au Québec, à l'emplacement de la bataille du moulin de Lacolle (1814).
Il a été construit à la fin du XVIIIe siècle pour compléter le réseau défensif de la scierie locale et du phare sur la rivière Lacolle.
Il a été classé en 1960.